# Kersten Thiele
Kersten Thiele (Göttingen, 29 de septiembre de 1992) es un deportista alemán que compite en ciclismo en las modalidades de pista, especialista en las pruebas de persecución, y ruta.
Ganó dos medallas en el Campeonato Europeo de Ciclismo en Pista de 2014, plata en la prueba de persecución por equipos y bronce en persecución individual.
Participó en los Juegos Olímpicos de Río de Janeiro 2016, ocupando el quinto lugar en la prueba de persecución por equipos.

## Medallero internacional
| Campeonato Europeo | Campeonato Europeo     | Campeonato Europeo | Campeonato Europeo      |
| Año                | Lugar                  | Medalla            | Competición             |
| ------------------ | ---------------------- | ------------------ | ----------------------- |
| 2014               | Baie-Mahault (Francia) | Medalla de plata   | Persecución por equipos |
| 2014               | Baie-Mahault (Francia) | Medalla de bronce  | Persecución individual  |

## Palmarés
2015
- 1 etapa de la Dookoła Mazowsza